# Kabatia latemarensis
Kabatia latemarensis är en svampart som beskrevs av Bubák 1904. Kabatia latemarensis ingår i släktet Kabatia och familjen Dothioraceae.   Inga underarter finns listade i Catalogue of Life.